# Toxocaríase
A Toxocaríase é uma doença causada por parasitas nemátodes Toxocara canis, cujo hospedeiro definitivo é o cão; e Toxocara cati, do gato. A toxocaríase visceral e a toxocaríase ocular são as formas clínicas mais comuns e se acredita que, na maioria dos casos, a infecção é assintomática.